# G Force
G Force là album phòng thu thứ hai của nghệ sĩ saxophone người Mỹ Kenny G. Album được phát hành bởi hãng Arista Records năm 1983, đã đạt đến vị trí số 6 trên bảng xếp hạng Jazz Albums và 62 trên Billboard 200 của Billboard Hoa Kỳ.
Nhạc phẩm "Hi, How Ya Doin'?" đã được phát hành làm đĩa đơn từ album và đạt vị trí 23 trên bảng xếp hạng Hot R&B/Hip-Hop Singles & Tracks của Billboard.

## Danh sách nhạc phẩm
1. "Hi, How Ya Doin'?" (với Barry Johnson) (Steve Horton) - 5:37
2. "I've Been Missin' You" (Kashif/Kenny G) - 4:13
3. "Tribeca" (Kashif/Kenny G) - 4:36
4. "G Force" - 4:54
5. "Do Me Right" - 4:42
6. "I Wanna Be Yours" - 4:29
7. "Sunset At Noon" - 5:13
8. "Help Yourself to My Love" - 4:45

## Xếp hạng
| Bảng xếp hạng (1984)              | Vị trí cao nhất |
| --------------------------------- | --------------- |
| U.S. Billboard 200                | 62              |
| U.S. Billboard Jazz Albums        | 6               |
| U.S. Billboard R&B/Hip-Hop Albums | 17              |